# Prevaricación
La prevaricación o prevaricato (del latín varicar, "renquear, torcerse") es un delito que consiste en que una autoridad, juez u otro servidor público dicta una resolución arbitraria en un asunto administrativo o judicial a sabiendas de que dicha resolución es injusta y contraria a la ley. Es comparable al incumplimiento de los deberes del servidor público. Dicha actuación es una manifestación de un abuso de autoridad. Está sancionada por el derecho penal, que busca la protección tanto del ciudadano como de la propia Administración. Para que este delito sea punible, debe ser cometido por un servidor o juez en el ejercicio de sus competencias.
La misión de los jueces es la de aplicar el derecho vigente al caso concreto. El ejercicio de esa función se denomina «jurisdicción», es decir, la esfera o el ámbito en el cual se puede desenvolver un funcionario judicial. Cuando un juez se aparta voluntariamente de la aplicación del derecho al caso concreto, comete un delito del derecho penal que se denomina prevaricato.

## Requisitos
La prevaricación tiene los siguientes requisitos:
- La persona que realiza la prevaricación debe ser una autoridad o funcionario (excepto en los supuestos de inducción o cooperación necesaria).
- La persona prevaricadora debe estar en el ejercicio de su cargo.
- Que la resolución injusta se dicte sabiendo que lo es. Debe existir dolo.

## Prevaricación por país

### Argentina
Como ejemplo de pena, puede citarse el Código Penal Argentino, que en su Capítulo X, Art. 269, establece multas e inhabilitación absoluta perpetua para el primer caso, y reclusión o prisión e inhabilitación absoluta perpetua para el segundo.[cita requerida]
No solo los jueces son pasibles de penas por prevaricato, sino también los abogados. El código penal argentino, en el Cap. X Art. 271, impone sanciones de multa e inhabilitación temporal hasta seis años al abogado o mandatario judicial que perjudicare deliberadamente la causa que le estuviere confiada. Y, según el Art. 272, la disposición del Art. 271 será aplicable a los fiscales, asesores y demás funcionarios encargados de emitir su dictamen ante las autoridades.[cita requerida]

### Chile
El Código Penal chileno establece, en sus art. 223 a 232, diversos delitos en el ámbito del ejercicio del poder jurisdiccional. Así, el art. 223 N.º 1 establece una figura de prevaricación al condenar a inhabilitación absoluta perpetua para cargos y oficios públicos, derechos políticos y profesiones titulares y la de presidio o reclusión menores en cualesquiera de sus grados a los jueces de todo tipo y fiscales judiciales Cuando a sabiendas fallaren contra ley expresa y vigente en causa criminal o civil, que sería la figura estricta del prevaricato. Cuando seducieren o soliciten a una persona en el ejercicio de su función o aprovechándose de su cargo (N.º 3), que son formas «impropias» de prevaricación.[cita requerida]
Asimismo, establece el cuasidelito de prevaricación cuando, por ignorancia o negligencia inexcusables, dictaren sentencia manifiestamente injusta en materia penal (art. 224 N.º 1) o civil (art. 225 N.º 1), siendo en este último caso la pena menor que en el primero.[cita requerida]

### Colombia
La Ley 599 de 2000 describe el delito de prevaricato como una conducta cometida por un servidor público actuando en contra de la ley u omitiendo el cumplimiento de su función, de la siguiente manera:
- Artículo 413. Prevaricato por acción. Modificado por el art. 33, Ley 1474 de 2011. El  servidor público que profiera resolución, dictamen o concepto manifiestamente contrario a la ley, incurrirá en prisión de tres (3) a ocho (8) años, multa de cincuenta (50) a doscientos (200) salarios mínimos legales mensuales vigentes, e inhabilitación para el ejercicio de derechos y funciones públicas de cinco (5) a ocho (8) años. Declarado Exequible Sentencia Corte Constitucional 917 de 2001.[cita requerida]

- Artículo 414. Prevaricato por omisión. Modificado por el art. 33, Ley 1474 de 2011. El servidor  público que omita, retarde, rehúse o deniegue un acto propio de sus funciones, incurrirá en prisión de dos (2) a cinco (5) años, multa de diez (10) a cincuenta (50) salarios mínimos legales mensuales vigentes, e inhabilitación para el ejercicio de derechos y funciones públicas por cinco (5) años.[cita requerida]

### España
El delito de prevaricación judicial no consiste en la lesión de bienes jurídicos individuales de las partes del proceso, sino en la postergación por el autor de la validez del derecho o de su imperio y, por lo tanto, en la vulneración del Estado de derecho, dado que se quebranta la función judicial de decidir aplicando únicamente el derecho, en la forma prevista en el art. 117.1 de la CE. Desde este punto de vista, el delito de prevaricación, sea judicial, sea de funcionario (art. 404 CP), requiere ante todo que las sentencias o resoluciones judiciales o las resoluciones del asunto administrativo puedan ser consideradas como un grave apartamiento del derecho en perjuicio de alguna de las partes.
La prevaricación, por lo tanto, consiste en el abuso de la posición que el derecho otorga al juez o funcionario, con evidente quebranto de sus deberes constitucionales. En suma, la no aplicación de la ley o la aplicación torcida por la propia convicción personal del juez o magistrado.
Artículo 404 del Código Penal español vigente:

«A la autoridad o funcionario público que, a sabiendas de su injusticia, dictare una resolución arbitraria en un asunto administrativo se le castigará con la pena de inhabilitación especial para empleo o cargo público y para el ejercicio del derecho de sufragio pasivo por tiempo de nueve a quince años»

### México

#### Ciudad de México
El Código Penal para el Distrito Federal (hoy Ciudad de México), en su artículo 290, contempla la prevaricación, y versa:

Se impondrán de dos a ocho años de prisión y de cien a cuatrocientos días de multa, al servidor público que: I. Dicte una sentencia definitiva o cualquier otra resolución de fondo que viole algún precepto terminante de la ley, o que sea contraria a las actuaciones legalmente practicadas en el proceso; o II. No cumpla con una disposición que legalmente se le comunique por un superior competente.

A nivel federal, no está contemplado un título o capítulo especial para este delito, pero no por ello se omite; es decir, está previsto en diversos ámbitos y de manera implícita a lo largo de sus artículos.[cita requerida]

### Perú
El prevaricato es un delito penado en el ordenamiento jurídico peruano y se encuentra tipificado en el artículo 418 del Código Penal, donde solo pueden incurrir en esta acción sancionada con 5 años de pena privativa de la libertad los jueces y fiscales. Quedan fuera de este contexto los servidores y funcionarios públicos que pudiendo ejecutar una acción dolosa solo serían comprendidos en el delito de «abuso de autoridad» que si bien es cierto es un delito, es considerado una falta administrativa y muchos servidores públicos sirviéndose de esto consiguen archivar los procesos judiciales iniciados en su contra.[cita requerida]

### República Dominicana
El Código Penal Dominicano, en su artículo 166, dice que el crimen cometido por un funcionario público en el ejercicio de sus funciones es una prevaricación.
Art. 168. Los simples delitos no constituyen al funcionario público en estado de prevaricación.

### Uruguay
El Código Penal Uruguayo, en su Título V, "De los delitos contra la administración de la justicia", Capítulo IV, Prevaricato, establece: CAPÍTULO IV Prevaricato.

Artículo 194. (Asistencia y consejo desleal)
El abogado o procurador, que faltando a sus deberes profesionales, perjudique los intereses de la parte que defiende o represente judicial o administrativamente, será castigado con 100 U.R. (cien unidades reajustables) a 900 U.R. (novecientas unidades reajustables) de multa e inhabilitación especial de dos a ocho años.
195. (Circunstancia agravantes)
Constituyen circunstancias agravantes especiales :1. Que el hecho se haya efectuado por el culpable, mediante colusión con la contraparte. 2. Que el hecho se haya efectuado en perjuicio de un sujeto sometido a un proceso criminal.
196. (Otras infidencias del abogado o procurador)
El abogado o procurador de una de las partes, que diere consejo, prestara asistencia, o ayudara de cualquier manera en juicio, a la parte contraria, directamente o por interpuestas personas, será castigado con 20 U.R. (veinte unidades reajustables) a 500 U.R. (quinientas unidades reajustables) de multa e inhabilitación especial de dos a seis años.